# Hysterostomella rehmii
Hysterostomella rehmii är en svampart som beskrevs av Maubl. 1907. Hysterostomella rehmii ingår i släktet Hysterostomella och familjen Parmulariaceae.   Inga underarter finns listade i Catalogue of Life.